# グリン・ハーマン
グリン・ハーマン（Glyn Harman, 1956年11月2日 -）は、イギリスの数学者。専門は解析的整数論。
ロンドン大学卒業。ウェールズ大学で修士号、ロンドン大学でPhD取得。